# بهزاد فراهاني
بهزاد فرحاني (بالفارسية: بهزاد فراهانی، "Behzād Farāhāni") وُلد في 21 يناير 1945 ممثل ومخرج وكاتب سيناريو إيراني، وهو والد الممثلتان شقايق فراهاني وغليشفته فراهاني.

## الأعمال السينمائية
- العقوبة العنيفة 1971
- رحلة الحجر 1978
- أجر 1989
- مرتفعات صفر 1993
- سنوات من القلق 1994
- القمر الطيب 1995
- شيدا 1998
- رمادي 2000
- قتل الكلاب المسعورة 2001

## وصلات خارجية
- بهزاد فراهاني على موقع IMDb (الإنجليزية)
- بهزاد فراهاني على موقع كينوبويسك (الروسية)

بهزاد فراهاني في قاعدة بيانات الأفلام على الإنترنت